# Antropologia tańca

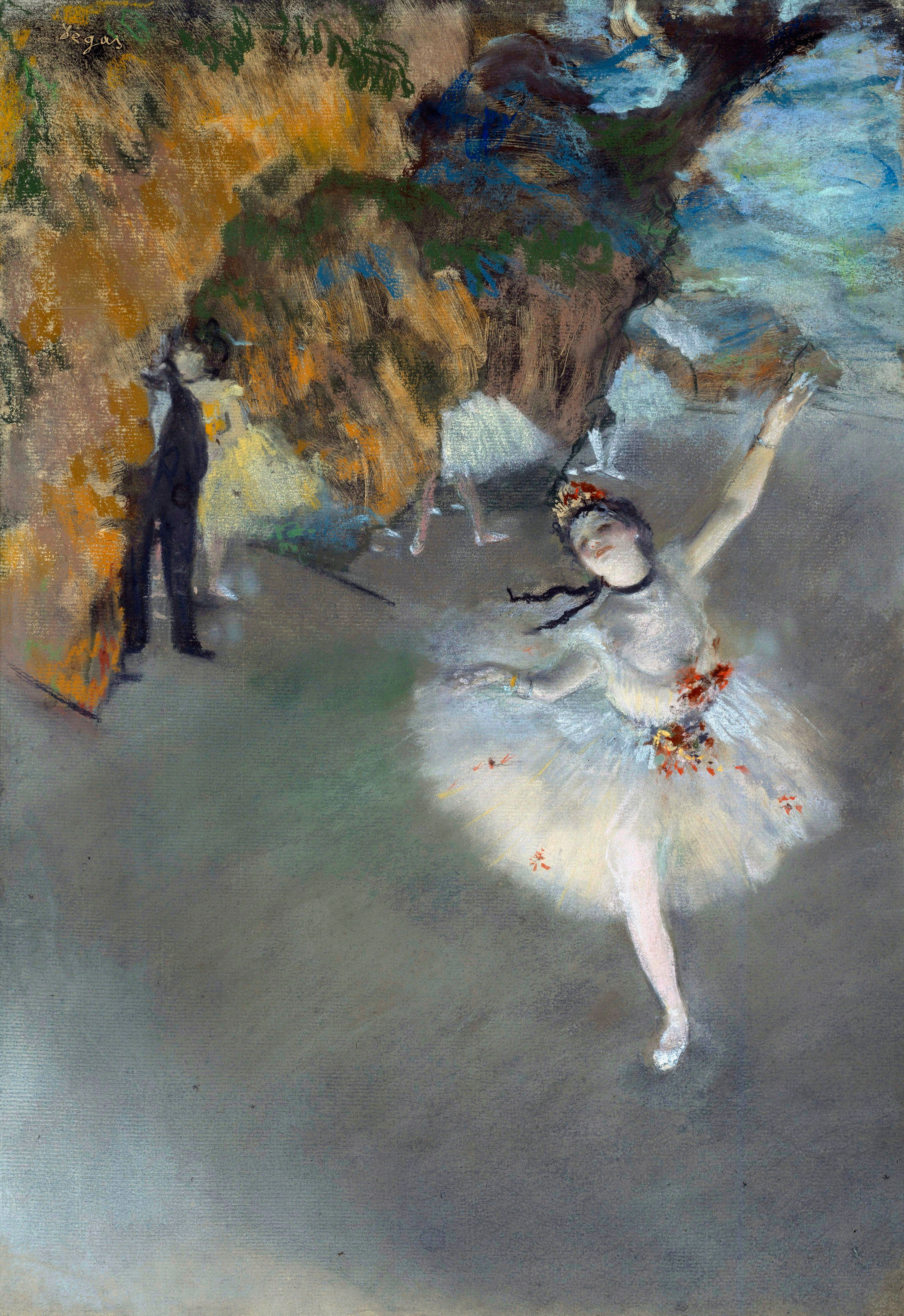
Taniec baletowy na obrazie E. Degasa

Antropologia tańca –  interdyscyplinarna dziedzina badań, która łączy elementy antropologii, etnologii, socjologii oraz studiów nad kulturą i sztuką. Analizuje ona taniec jako praktykę kulturową, społeczną, symboliczną i historyczną. Koncentruje się na tym, jak ruch cielesny w tańcu odzwierciedla oraz kształtuje normy i relacje społeczne, systemy wartości, hierarchie władzy czy tożsamość grupy i jednostki. Antropologia tańca bada zarówno tradycyjne formy taneczne, na przykład rytualne tańce wspólnot lokalnych, jak i współczesne style, na przykład taniec uliczny, taniec queerowy czy taniec w przestrzeni cyfrowej. Do powstania kierunku przyczyniły się badania prowadzone przez m.in. Curta Sachsa, Rudolfa Labana czy Franza Boasa. W Polsce początki myślenia antropologicznego w badaniach nad tańcem znaleźć można w pracach Kazimierza Moszyńskiego i Cezarii Baudouin de Courtenay Ehrenkreutz Jędrzejewiczowej. 

## Historia dyscypliny

### Początki
Antropologia tańca jako wyodrębniona dziedzina badawcza zaczęła kształtować się w latach 70. XX wieku. Kluczową rolę odegrały wtedy badania nad tańcem jako formą komunikacji kulturowej, a nie wyłącznie ekspresją artystyczną. Adrienne Kaeppler zaproponowała analizę tańca jako systemu znaków kulturowych, porównywalnego do języka. Zrewolucjonizowało to sposób patrzenia na taniec w kontekście antropologicznym. Jej podejście postulowało badanie tańca w jego „rdzennym” kontekście kulturowym, z uwzględnieniem lokalnych norm, wartości i znaczeń przypisywanych ruchowi.

### Historia taneczności
Antropologia tańca zakłada, że „taneczność”, czyli zdolność i styl tańca, nie jest czymś naturalnym i stałym, lecz historycznie uwarunkowaną formą cielesności. To, jak tańczymy, co uznajemy za taniec, a co nie, zależy od epoki, ideologii i dyskursów dominujących w społeczeństwie. Praktyki taneczne zmieniają się wraz z transformacjami politycznymi, społecznymi i technologicznymi, takimi jak mediatyzacja kultury czy globalizacja. Historyczność tańca pozwala analizować ruch jako zapis społecznych napięć, wykluczenia i przemian.

### Związki z innymi dziedzinami
Równolegle z antropologią tańca rozwijała się etnochoreologia, szczególnie w Europie Środkowo-Wschodniej, która koncentrowała się na dokumentowaniu i analizie tańców tradycyjnych. Choć obie dziedziny badają taniec w kontekście kulturowym, antropologia tańca w większym stopniu skupia się na analizie społecznych funkcji i polityki ruchu niż samą rekonstrukcją form choreograficznych. Jej podejście obejmuje nie tylko to, co się tańczy, ale także dlaczego, dla kogo i jakie ma to znaczenie w danej społeczności.

## Przedmiot i zakres badań

### Taniec jako praktyka kulturowa
Taniec jest postrzegany przez antropologię jako praktyka głęboko zakorzeniona w kontekście społecznym i kulturowym. Oznacza to, że każdy gest, ruch czy sekwencja choreograficzna posiada konkretne znaczenie, które może być zrozumiałe tylko dla danej wspólnoty kulturowej. Pełni on ważną rolę w kształtowaniu i wyrażaniu tożsamości zbiorowej. Ruch taneczny jest analizowany jako działanie kulturowe, które przekazuje informacje o strukturze społecznej, wierzeniach, relacjach płciowych czy podziałach klasowych. Może być używany jako narzędzie integracji, na przykład w rytuałach przejścia, świętach religijnych czy lokalnych festiwalach, gdzie wspólny taniec łączy daną grupę. Jednocześnie taniec bywa formą wykluczenia, na przykład poprzez selekcję uczestników, wymogi ubioru, styl ruchu lub muzykę. Praktyki taneczne mogą również służyć do negocjowania przynależności kulturowej, etnicznej, narodowej czy płciowej, Jest to szczególnie widoczne w kontekście migracji i funkcjonowania diaspor.

### Ciało jako nośnik znaczeń
Ciało w antropologii tańca jest rozumiane jako narzędzie kontroli. To, jak i co się tańczy, zależy od społecznych wyobrażeń na temat cielesności. Jej wyznacznikiem jest to, co uznaje się za piękne, stosowne, erotyczne, agresywne czy święte. Taniec jest więc formą dyscyplinowania ciała i jednocześnie jego ekspresji. Wyznacza ramy tego, co dopuszczalne, ale pozwala także na ich przekraczanie. Badania nad tańcem ukazują jak społeczności - właśnie poprzez ruch - regulują płeć, seksualność, wiek czy przynależność etniczną.

## Podejście badawcze

### Taniec jako system komunikacyjny
Jednym z podstawowych założeń antropologii tańca jest to, że taniec można analizować jako system znaków kulturowych. Poszczególne ruchy, pozy, rytm czy układy taneczne nie są przypadkowe. Mają one swoje korzenie w systemie obowiązującym w danej społeczności. Taniec funkcjonuje podobnie jak język. Pozwala on jednak na komunikowanie tego, co często niewyrażalne słowami, na przykład emocje, hierarchie społeczne, ideologie, orientacje czy zakazy. Tancerz odgrywa rolę nadawcy, a widz odbiorcy. Role te są często dynamiczne i wzajemnie się przenikają.

### Taniec jako profil kultury
W podejściu systemowym taniec jest analizowany jako „profil kultury”, czyli struktura, która ukazuje sposoby przedstawiania rzeczywistości danej społeczności. Układy choreograficzne zawierają w sobie różne wzory relacji międzyludzkich, ale także mechanizmy władzy, czy podziały płciowe. Ukazują także sposoby zarządzania przestrzenią i czasem. Dzięki analizie struktur tanecznych badacz może odczytać głębsze warstwy kultury. Często są one wykonywane bez świadomości samych uczestników praktyk tanecznych. Taniec staje się, w tym ujęciu, narzędziem diagnozy społecznej i kulturowej.

### Krytyka eurocentryzmu i kategorii artystycznych
Współczesna antropologia tańca odrzuca klasyczne podziały na taniec artystyczny i ludowy. Uznaje je za zbyt silnie osadzone w europejskim dziedzictwie estetycznym. Takie rozróżnienia często deprecjonują formy taneczne rozwijane poza kontekstem instytucji sztuki. Ignorowany jest wtedy, na przykład taniec rytualny, uliczny czy plemienny. Traktowane są jako niższe lub mniej wyrafinowane. Krytyka eurocentryzmu prowadzi do postulatów uwzględnienia lokalnych definicji tańca, które nie zawsze odpowiadają zachodnim kategoriom estetycznym czy formalnym. Dzięki temu badacze mogą dostrzec taniec w działaniach wcześniej pomijanych. Widoczne stają się gesty, procesje, zrytualizowane chodzenie czy działania performatywne. Taniec nie musi być widowiskowy ani być przedstawiany na scenie, by posiadać znaczenie społeczne i symboliczne.  

## Współczesne zastosowania i kierunki rozwoju

### Taniec jako narzędzie oporu i zmiany społecznej
We współczesnych ruchach społecznych taniec jest wykorzystywany jako narzędzie wyrażania sprzeciwu, solidarności czy oporu wobec dominujących struktur władzy. Przykładem mogą być choreografie protestu, takie jak ruchy feministyczne czy tańce w przestrzeni publicznej organizowane przez mniejszości społeczne. Taniec pozwala na wytwarzanie nowych wspólnot. Umożliwia on także odzyskiwanie przestrzeni społecznej. Staje się przez to praktyką polityczną. Wymiar cielesny tych działań daje uczestnikom poczucie sprawczości, szczególnie w kontekście opresyjnym. 

### Taniec w badaniach nad migracją i diasporą
Antropologia tańca pojawia się też w badaniach nad migracją, transnarodowością oraz tożsamością diaspor. Taniec staje się w nich narzędziem utrzymania i negocjacji tożsamości kulturowej. Przekształca się także w sposób integracji w nowych społeczeństwach. Praktyki taneczne umożliwiają oraz pomagają w podtrzymywaniu pamięci zbiorowej, historii kolonialnych i traum społecznych. Przenikanie się stylów i tradycji tanecznych tworzy nowe, łączone formy kultury ruchu, które odzwierciedlają złożone procesy globalizacji.  

## Etnografia tańca w erze cyfrowej
Wprowadzenie technologii cyfrowych do etnografii tańca wiąże się z nowymi wyzwaniami metodologicznymi. Powstała konieczność adaptacji tradycyjnych metod badawczych do środowiska online. Internetowe społeczności taneczne, funkcjonujące na forach dyskusyjnych i platformach wideo, stanowią nowe, cenne źródło danych dla etnografów. Przykłady takie jak YouTube czy Tik Tok ukazują, jak taniec staje się formą komunikacji i budowania tożsamości w przestrzeni cyfrowej. Umożliwiają one obserwację i analizę praktyk tanecznych w kontekście globalnym, przekraczając tradycyjne ograniczenia geograficzne i kulturowe. Uwzględnienie praktyk tanecznych w środowisku wirtualnym pozwala na pełniejsze zrozumienie współczesnych form ekspresji tanecznej oraz ich roli w kształtowaniu tożsamości oraz społeczności w dobie globalizacji i cyfryzacji. 

### Antropologiczny wymiar tańca na TikToku
Taniec publikowany na aplikacji TikTok zyskał status globalnego narzędzia komunikacji kulturowej. Bartłomiej Kotowski opisuje go jako formę działania perswazyjnego, osadzonego w cyberprzestrzeni, który wpisuje się w zjawisko tzw. wirtualnego subświata tiktokerów. Jego fragmentaryczna forma, czyli krótkie, kilkusekundowe układy oraz możliwości ekspresji w przestrzeni mediów społecznościowych czynią z niego narzędzie autoprezentacji, marketingu i politycznego przekazu. Kotowski definiuje taniec TikTokowy jako działanie fragmentaryczne, perswazyjne i zakorzenione kulturowo, a jednocześnie jako zjawisko międzykulturowe, płynne i redefiniujące ciało jako nośnik treści.

### Semiotyczna analiza tańca na TikToku
Bartłomiej Kotowski opiera się na trójpodziale Charlesa W. Morissa. Jest to podział na semantykę, syntaktykę i pragmatykę. Semantyka dotyczy estetycznych wrażeń odbiorcy. Są one zależne nie tylko od ruchu, ale również od wyglądu tancerza, jego ciała oraz zastosowanych filtrów, na przykład tęczowa flaga (symbol społeczności LGBT) czy flagi narodowe. Wskazuje to na cielesność jako przestrzeń kulturowych znaczeń. Syntaktyka odnosi się do sposobu, w jaki ciało funkcjonuje jako narzędzie przekazu. Taniec pełni tu rolę aktu somatycznego doświadczenia. Ciało w ruchu jest zaprojektowane w celu wywołania reakcji emocjonalnej i poznawczej. Natomiast pragmatyka zwraca uwagę na kontekst kulturowy i sytuacyjny, w którym taniec jest wykonywany. Ważne są też jego różnorodne funkcję jako formy komunikacji. Przykładem jest Coffin Dance, który jest symbolem porażki albo memicznym wykorzystaniem wideo z tańczącymi grabarzami.

### Wpływ rzeczywistości rozszerzonej XR na praktyki choreograficzne i ujęcie ciała
Badania Rebeki Weber i Joanny Cook (2022) wskazują, że przeniesienie praktyk choreograficznych do środowisk mieszanej i rozszerzonej rzeczywistości XR zmienia sposób, w jaki tancerze doświadczają i wczuwają się w własne ciało. Na podstawie autoetnografii i dzienników refleksyjnych autorzy opisują zjawisko dezorientacji w środowiskach wirtualnych, gdzie dotyk i inne bodźce działają jako czynniki wzmacniające doświadczenia cielesne. Ponadto projekt „Dancing with the Digital” ukazuje, że XR stało się nowym polem choreograficznego eksperymentu, poszerzając bodźce i redefiniując rolę ciała w procesie twórczym. 